# Murad I
Murad I, llamado Hüdavendiğar, «el Divino», y también llamado  por los cristianos Amurates I (Bursa, 29 de junio de 1326-Kosovo Polje, 15 de junio de 1389) fue el bey (príncipe) del Imperio otomano entre 1359 y 1383, y luego sultán, desde 1383 hasta su muerte. Era hijo de Orhan I Gazi y Nilüfer Hatun.

## Orígenes y temperamento
Murad, segundo hijo de Orhan y de madre cristiana, fue un hombre muy capacitado y enérgico, muy propenso al lujo (cosa desconocida hasta entonces por los turcos, pero no por los griegos)[cita requerida] y, a diferencia de su padre y su abuelo, Osman I Gazi, —que se habían servido principalmente de sus fuerzas nómadas de caballería— se propuso transformar su estado tribal asiático en un imperio europeo, dotándolo de un ejército permanente y de un aparato burocrático basado en los del Imperio bizantino.

## Soberano del beylicato otomano
En 1359, debido a su avanzada edad, su padre Orhan le entregó el mando del Ejército otomano, cargo que había ostentado su hermano mayor, Süleyman Paşa, muerto poco antes. Murad se dispuso ampliar las conquistas otomanas en Europa. Con las tierras europeas conquistadas, creó y organizó una nueva provincia otomana: el Eyālet-i Rūm-ėli (en turco otomano, Eyelato de Rumelia). Para administrar esta nueva entidad provincial, Murad nombró a su antiguo maestro, el general turcomano Lala Şahin Paşa, con el título de Beylerbeyi. Lala Şahin Paşa se dispuso a avanzar desde Galípoli (la base que había dejado Süleyman Paşa en el continente europeo), sobre el territorio bizantino de Tracia, tomando en 1360, tras años de asedio, Demotika, una de los dos mayores ciudades de Tracia. En esta ciudad se estableció Murad y así fue la capital europea del Imperio Otomano durante unos pocos años. Fue durante ese corto periodo de tiempo cuando se construyeron la gran mezquita y los baños públicos, siendo ambos los primeros de Europa. Retirado definitivamente de la política, Orhan finalmente murió en Bursa en 1361. Murad, a la sazón en Demotika, al recibir esta noticia, fue aclamado por sus tropas como nuevo Bey (emir) del emirato otomano. Sin embargo su flamante liderazgo fue disputado en Anatolia por sus hermanos, los Şehzade (príncipes) Ibrahim, Sultan Bey y Halil. Ibrahim, que era gobernador de Eskişehir y nieto por parte materna del emperador bizantino Andrónico III Paleólogo, era el principal rival de los tres hermanos rebeldes, ya que era mayor que el propio Murad. El joven Halil, por su parte, era nieto por parte materna del emperador bizantino Juan VI Cantacuceno. Murad, dejando tropas suficientes, al mando del beylerbey Lala Şahin Paşa, en Europa, cruzó con su ejército los Dardanelos y no tuvo dificultad en derrotar al Şehzade Ibrahim, el cual fue tomado prisionero con sus dos hermanos en 1362. Murad inauguró una política que sería practicada por sus sucesores cada vez que llegasen al trono otomano y que sería posteriormente legalizado por Mehmed II: el fratricidio para asegurarse en el poder. Por orden del bey Murad, Ibrahim, Sultan Bey y el joven Halil fueron ejecutados por medio del estrangulamiento.

## Primeras conquistas europeas: Adrianópolis y Tracia
Resuelto el problema sucesorio, Murad nuevamente enfocó su atención a Europa. Mientras se encontraba en Anatolia en pugna con sus hermanos, las fuerzas turcas, dejadas en Tracia no amainaron sus ataques, pero carecían de una dirección unificada. Los bizantinos no pudieron realizar un contraataque y perdieron la ocasión de expulsar a los turcos de Europa. Reorganizada la dirección de las fuerzas otomanas de Europa, bajo el liderazgo de Lala Şahin Paşa, este dirigió la campaña otomana final de Tracia. Esta conquista fue coronada en 1362 con la toma de Adrianópolis, que de allí en adelante pasó a llamarse Edirne. Como Edirne era la capital bizantina de Tracia, su captura proporcionó a los otomanos los instrumentos necesarios para establecer los cimientos de su imperio europeo. Y puesto que era la fortaleza más poderosa de aquel tiempo entre Constantinopla y el Danubio, a horcajadas sobre la vía principal de invasión de los Balcanes, su conquista no solo aseguró la posición otomana en Europa, sino que fue, además, la llave para una posterior expansión hacia el norte. Tras la conquista de Tracia, Murad repobló con gentes procedentes de Anatolia, con el fin de proteger las fronteras del Estado. De este hecho se derivaron luego los problemas de la minoría turca de Tracia occidental, que desde el siglo XX pertenece a Grecia y que es uno de los múltiples conflictos de minorías sin resolver en los Balcanes.

## Enfrentamiento con los bizantinos y la Cruzada saboyarda

Mapa de las conquistas de Murad I.

Dispuesto a avanzar por los Balcanes y rodear a Constantinopla, Murad I avanzó al oeste penetrando aún más en Europa. Para este cometido encargó a Lala Shahin Bajá remontar el valle del Maritza, cuya conquista fue completada con la toma de Filipópolis en 1363-64. Como la zona del Maritza suministraba a Constantinopla la mayor parte de su trigo e ingresos por impuestos, no le resultó difícil a Murad el forzar a los bizantinos a aceptar su soberanía y a confirmar sus conquistas. El emperador bizantino Juan V Paleólogo se comprometió a pagar tributo regularmente a los otomanos y a enviar contingentes militares a su ejército. A cambio Murad se comprometió a suministrar al menguado Imperio Bizantino los alimentos que necesitase y a no atacar Constantinopla siempre y cuando sus gobernantes evitaran cualquier tipo de cooperación con los enemigos de los otomanos.
La difícil situación en la que se encontraba el Imperio Bizantino a finales de los años cincuenta determinó la actuación política de Juan V: en el plano internacional, el emperador bizantino llevó a cabo una intensa actividad diplomática orientada a acercar posiciones con los países de la Europa católica y sobre todo con Roma con el objetivo de organizar una cruzada para liberar el Imperio de la amenaza otomana. Para ello Juan V estaba dispuesto a sacrificar la fe de su pueblo y convertirse al catolicismo. Entre tanto, la deseada ayuda de Occidente llegó a los bizantinos: el papa organizó una cruzada contra Murad I y en 1366, el conde Amadeo VI de Saboya (primo de Juan V) llegó a aguas bizantinas al frente de una flota y capturó Galípoli que cedió enseguida a los bizantinos; acto seguido, ayudó a Juan V a consolidar su posición en la región búlgara de la Zagora, franja costera a orillas del mar Negro al norte de Constantinopla. Estos éxitos políticos devolvieron la iniciativa al Imperio Bizantino: los otomanos no podrían en lo sucesivo atravesar los Estrechos, impidiendo la coordinación entre la parte europea y asiática de su joven imperio. De esta manera, los territorios turcos en Europa se sacudieron la tutela del emir otomano y actuaron de forma semiindependiente, organizados, primeramente, en el autónomo Eyālet-i Rūm-ėli, liderado por Lala Şahin Paşa, y, secundariamente, en tribus turcomanas, cada una dirigida por un caudillo o bey. Sin embargo no por eso la situación de los turcos era desesperada; en 1368, Murad I dirigió personalmente una campaña por la costa del mar Negro, que se completó con la toma de Burgaz. Este acto, cortó las comunicaciones bizantinas con Europa en aquella dirección, quedándole solo la ruta del oeste a través de los Dardanelos, lo cual lo colocaba bajo la amenaza de la piratería turca.

## Enfrentamiento con Serbia y Bulgaria
Los estados balcánicos del norte (Imperio serbio y Segundo Imperio búlgaro) comenzaron a percatarse de la inmensa amenaza que suponía para ellos el avance otomano. Unos cuantos años antes, bajo el rey y luego zar Esteban IX Uroš IV Dušan (1331-1355), un poderoso Imperio serbio había conseguido controlar Macedonia, Albania, Tesalia y el Epiro, y había comenzado a examinar la posibilidad de reemplazar al Imperio Bizantino en el gobierno de sus territorio europeos. Pero en ese momento, débiles en su interior tras la muerte del poderoso Dušan, y enfrentados repentinamente al avance otomano, los nobles serbios, liderados nominalmente por el débil zar Esteban X Uroš V (hijo y sucesor de Dušan), se aliaron con Luis I de Hungría, con el zar Iván Sishman de Bulgaria y con el ban Tvrtko I de Bosnia, en la primera de las "cruzadas" que organizarían los europeos con la intención de expulsar de Europa a los otomanos. Al mismo tiempo el emperador bizantino Juan V marchó a Roma a fin de movilizar la ayuda de Occidente.
El ala izquierda de la expansión otomana estaba bajo el mando del general Gazi Evrenos Bey (un bizantino convertido al islam) cuyo objetivo era la conquista de Macedonia. Sus principales oponentes fueron los búlgaros, pero estaban muy divididos interiormente como para ofrecer una resistencia efectiva. El más poderoso de los gobernantes búlgaros, el zar Iván Shishman se alió con el déspota serbio de Macedonia, pero ambos fueron derrotados por Evrenos Bey en la Batalla de Samokov, que dio a los otomanos el control de las Puertas de Hierro al mismo tiempo que les abría camino hacia Serbia. La nobleza serbia intentó entonces formar un ejército unido con los búlgaros, que cortase el avance turco. Finalmente, un ejército aliado serbio-búlgaro de 70.000 hombres, al mando de los nobles serbios Vukašin Mrnjavčević, rey de Prilep, y su hermano el déspota Jovan Uglješa, decidido a detener el avance otomano avanzó al sudeste. El déspota Uglješa quería hacer un ataque sorpresa a los otomanos en su capital, Edirne, mientras que Murad I estaba en Asia Menor. El 26 de septiembre de 1371 se entabló la batalla decisiva: los generales otomanos Lala Şahin Paşa y Gazi Evrenos Bey, a pesar de la inferioridad de sus fuerzas, sorpresivamente atacaron y derrotaron en la batalla de Maritza a las fuerzas aliadas serbio-búlgaras. Vukašin y su hermano Uglješa fueron muertos en la contienda. Su soberano, el zar serbio Esteban X Uroš V murió repentinamente a fines de ese año y su país se dividió en numerosos principados. Esta victoria consolidó la posición otomana en Tracia, fortaleció su confianza en el nuevo ejército otomano, permitió la ocupación de Macedonia y aseguró el vasallaje del emperador bizantino Juan V, demostrando a Europa por vez primera el poderío militar otomano. 
Murad completó su triunfo a orilla del Maritza emprendiendo una campaña bien organizada para extender su gobierno por los territorios restantes de los Balcanes, al sur del Danubio. El ala izquierda de la expansión otomana al mando de Evrenos Bey cruzó los montes Rodope y se apoderó de casi toda Macedonia (1371-1373), conquista que culminó con la toma de Serres en 1373.
El primer resultado inmediato de la victoria de Murad I fue el reconocimiento de la soberanía otomana por la mayor parte de los estados supervivientes de la Europa sudoriental, comenzando por el mismo Imperio Bizantino, que en 1373 volvió a aceptar su posición de vasallo. Esto inauguró y estimuló la creación de un imperio de vasallos de los otomanos en Europa.

## Rebelión conjunta de Andrónico IV Paleólogo y de Savci Bey
Andrónico IV Paleólogo, coemperador bizantino y regente de su padre Juan V (durante su viaje a Europa), se había mostrado poco partidario de la cooperación con los otomanos y, aprovechando que su padre todavía se encontraba ausente de la capital, en 1373, organizó una conspiración con un hijo del bey Murad, llamado Savci Bey, que también estaba enemistado con su padre. Ambos príncipes unieron sus fuerzas en una extraña rebelión turco-bizantina, que fue rápidamente aplastada. Murad mandó a detener a su hijo Savci, el cual fue cegado y ejecutado y ordenó al emperador Juan V (recién llegado) hacer lo mismo con el suyo. Sin embargo Andrónico IV, apresado, fue cegado parcialmente y despojado de su investidura imperial la cual le fue concedida a Manuel II Paleólogo (segundo hijo del emperador bizantino). Ese año, el emperador bizantino Juan V se convirtió nuevamente en vasallo del bey Murad I y, en esa condición, se unió a su ejército de Asia Menor.

## Nueva rebelión de Andrónico IV Paleólogo y la contrarrevolución de Juan V y Manuel II. Actuación de Murad I
En 1376, Andrónico IV escapó de la prisión de la capital bizantina y cruzó a la colonia genovesa de Galata. Allí se puso en contacto con Murad y con la ayuda de los genoveses y de los otomanos entró a Constantinopla, donde apresó a Juan V y a sus hermanos Manuel II y Teodoro. Murad exigió como recompensa no solo el aumento de tributos, sino también la devolución de Galípoli. De esta manera, tras diez años de dominio bizantino, Galípoli volvió a manos de los otomanos. En 1377, el bey Murad estaba ya tan seguro de su control sobre los estrechos que estableció en Edirne su primera capital europea.
Andrónico IV gobernó como emperador durante tres años, de forma muy inestable. En junio de 1379, agentes de la República de Venecia ayudaron a escapar de la prisión a Juan V y a Manuel II, quienes a su vez obtuvieron una rápida ayuda de Murad I (que nuevamente había cambiado de bando) para poder tomar Constantinopla. Se dice que el bey Murad dio a los ciudadanos la opción de tener a Juan V como emperador o a él como soberano. Andrónico huyó junto a sus amigos genoveses de Galata, llevando con él a su madre, la emperatriz Helena Cantacucena, y al anciano padre de ésta, el exemperador Juan VI Cantacuceno. Durante más de un año hubo una guerra civil entre Juan V, asentado en la capital bizantina, apoyado por los venecianos y los turcos, y Andrónico IV, asentado en Galata, apoyado por los genoveses. Esta contienda acabó solamente cuando Juan V accedió a reconocer nuevamente a Andrónico IV y al hijo de este, Juan VII Paleólogo, como herederos al trono y concederles posesiones en la Tracia que todavía estaba bajo control bizantino. Manuel tomaría posesión de Salónica en calidad de emperador, y no ya como heredero. Teodoro, el menor de los hijos de Juan V, fue enviado a Morea a sustituir en el despotado a su tío materno Mateo Cantacuceno.

## Nuevas regiones ganadas en Anatolia
En 1376, a la edad de cincuenta años, Murad regresó a Bursa y pasó allí en su palacio los últimos 5 años sin guerra.
En 1381, se casó su hijo Bayezid con Devlet Şah Hâtûn, hija del bey Süleyman Şah de Germiyan. Las dotes que Germiyan le otorgó a la novia fueron Kütahya, Simav, Tavşanlı y Emet las cuales fueron entregadas a los otomanos. En Bursa, Murad recibió al embajador del bey Kemaleddin Hüseyin de Hamid. Se firmó un tratado de alianza ofensiva-defensiva entre los otomanos y Hamid,   por medio de este tratado Murad compró  por 80 mil de oro a Hamid los territorios de Akşehir, Yalvaç, Beyşehir, Seydişehir, Karaağaç, Eğirdir e Isparta. Como resultado de esta política, los otomanos pronto se enfrentarían a Karaman.

## Murad I. El primer Sultán otomano
En 1383, en reconocimiento a la campaña contra los cristianos de los Balcanes, el Califato abasí de El Cairo nombró al bey Murad como sultán. 

## Nueva ofensiva otomana en los Balcanes
Una ofensiva otomana, al mando del general Kara Timurtash Bey (un turcomano de Anatolia), avanzó, remontando el río Tundzha, hasta el corazón de Bulgaria y ocupó Sofía y Niš.
La ofensiva motivó, empero, la unión de los principados serbios, los cuales, al mando del príncipe Lazar Hreveljanovič, derrotaron a Kara Timurtas en Plosnik (1388) y obligaron a los otomanos a retirarse a Tracia y a Macedonia. Lazar utilizó esta victoria para armar la unión balcánica contra los turcos.
En respuesta, Murad envió al general Lala Shahin Bajá a reconquistar Bulgaria, objetivo que cumplió: tomó Sofía y la capital, Tirnova. Iván Shishman nuevamente se sometió a Murad, privando a Lazar de una valiosa ayuda.

## Murad I contra Karaman
Murad, ya de 60 años de edad, se encontraba en Bursa y a la sazón sus fuerzas principales se encontraban comprometidas en Rumelia. Su yerno, el bey Alâeddin Ali I de Karaman vio su oportunidad y rompió relaciones con los otomanos. En 1386, las fuerzas de Karaman cruzaron la frontera otomana y tomaron Beysehir, un fuerte otomano. Murad hizo regresar al grueso de sus fuerzas a Anatolia, invadió Karaman con un gran ejército y derrotó a las fuerzas de su yerno Ali en un lugar llamado Frenkyazısı, cerca de Konya, la capital de Karaman. La importancia de esta batalla fue que demostró la superioridad del ejército regular sobre las indisciplinadas fuerzas tribales. Finalmente el ejército otomano asedió el castillo y conquistó la ciudad de Konya. Sin embargo, después de la mediación de Nefise Melek Hatun (hija del sultán Murad I y esposa de Alâeddin Ali I Bey), Murat aceptó retirarse con la condición de que Beyşehir fuera entregado a los otomanos.

## Victoria final y muerte
Dispuesto a terminar con la resistencia serbia, Murad I, trasladó sus tropas de Plovdiv a Ihtiman en la primavera de 1389. Desde allí, avanzaron a través de Velbužd y Kratovo (actual Macedonia). A pesar de tratarse de una ruta más larga que la alternativa a través de Sofía y el valle del río Nišava, esta ruta tenía como objetivo Kosovo, una de las encrucijadas más importantes de los Balcanes. Desde Kosovo, el ejército otomano podría atacar los territorios dominados por los nobles serbios Lazar Hrebeljanović y Vuk Branković. Después de haber permanecido en Kratovo por un tiempo, Murad y sus tropas marcharon a través de Kumanovo, Preševo y Gnjilane hacia Pristina, donde llegaron el 27 de junio de 1389. Aunque hay menos información sobre los preparativos de Lazar, se sabe que éste reunió a sus tropas cerca de Niš, en la margen derecha del Južna Morava. Su ejército probablemente permaneció allí hasta que le llegó la información de que Murad se había trasladado a Velbužd, momento en el que puso en marcha a sus tropas a través de Prokuplje hacia Kosovo. Este era el mejor lugar estratégico que Lazar podía elegir como campo de batalla, ya que así controlaba todas las rutas que el contingente de Murad podría tomar. Murad finalmente derrotó el 28 de junio de 1389 al ejército serbio del príncipe Lazar en la batalla de Kosovo. Hay diferentes relatos de diversas fuentes sobre cuándo y cómo fue asesinado Murad. Las fuentes contemporáneas notaron principalmente que la batalla tuvo lugar y que tanto el príncipe Lazar como el Sultán perdieron la vida en la batalla. La evidencia existente de las historias y especulaciones adicionales sobre cómo murió Murad I se difundió y registró en el siglo XV y más tarde, décadas más tarde del evento real. Una fuente occidental afirma que durante las primeras horas de la batalla, Murad I fue asesinado por un noble caballero serbio Miloš Obilić que, haciéndose pasar por desertor, consiguió llegar a la tienda del sultán y asestarle una puñalada con una daga envenenada. La mayoría de los cronistas otomanos afirman que fue asesinado después del final de la batalla mientras recorría el campo de batalla. Otros afirman que fue asesinado en la noche después de la batalla en su tienda de campaña por el asesino que fue admitido para pedir un favor especial. Su hijo mayor Bayezid, quien estaba a cargo del ala izquierda de las fuerzas otomanas, al enterarse de la muerte de su padre tomó el mando de inmediato. Su otro hijo, Yakub Bey, que estaba a cargo de la otra ala, fue llamado por Bayezid a la tienda central del comando del sultán. Cuando Yakub Bey llegó, fue estrangulado, dejando a Bayezid como el único reclamante al trono.
En una carta del Senado florentino (escrita por Coluccio Salutati) al rey Tvrtko I de Bosnia, fechada el 20 de octubre de 1389, se describió el asesinato de Murad I (y de Yakub Bey). Un grupo de doce señores serbios se abrió paso a través de las líneas otomanas que defendían a Murad I. Uno de ellos, supuestamente Miloš Obilić, logró llegar a la tienda del sultán y matarlo con puñaladas en la garganta y en la abdomen.
Los órganos internos del sultán Murad fueron enterrados en el campo de Kosovo y hasta la fecha permanecen en un rincón del campo de batalla en un lugar llamado Meshed-i Hudavendigar, que ha ganado un significado religioso por parte de los musulmanes locales. Ha sido objeto de vandalismo entre 1999 y 2006 y ha sido restaurado recientemente. Sus otros restos fueron llevados a Bursa, ciudad capital de Anatolia, y fueron enterrados en una tumba en el complejo construido en su nombre.
A su muerte, el imperio que Murad dejó a su heredero tenía una extensión de medio millón de kilómetros cuadrados.

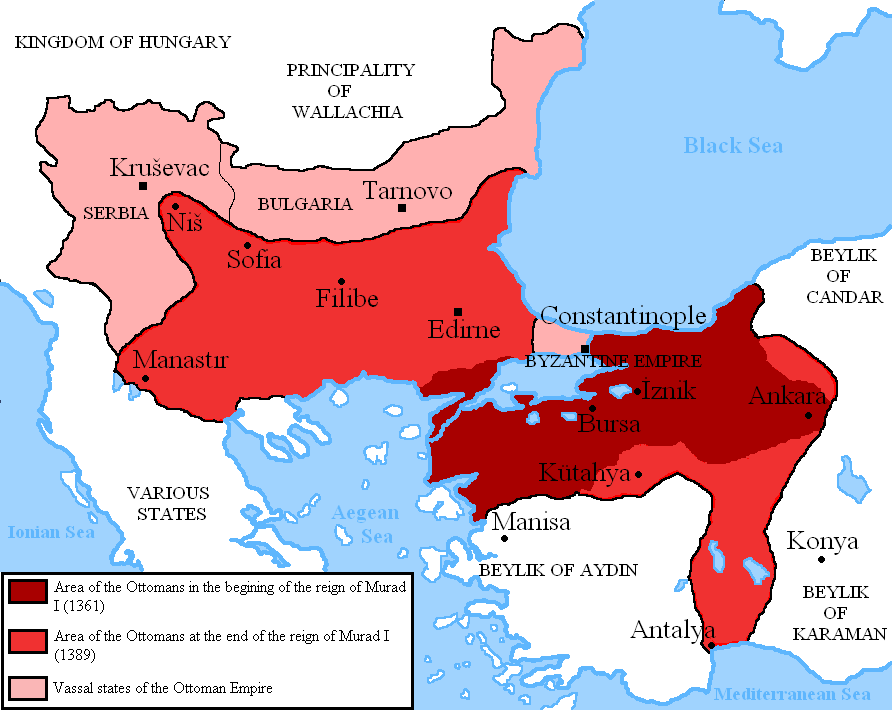
El Imperio otomano a la muerte del sultán Murad I.

## El sultán Murad I y el auge del Imperio otomano
Durante el gobierno de Murad I la dinastía otomana completó su transformación: como de ser simples jefes tribales llegaron a ser uç beys (beys fronterizos) y jefes de los ghazis, bajo la soberanía del sultanato selyuqí de Rum y más tarde del Ilkanato, y por fin beys independientes (hacia 1300), pasaron a ser finalmente elevados como sultanes en 1383.

### Antecedentes administrativos
Como uç beys e inclusive como bey los soberanos otomanos eran poco más que un caudillo tribal turcomano. El gobierno administrativo y militar era compartido con los beys subalternos, que rodeaban al bey principal, que durante la paz recaudaba los impuestos y en la guerra lideraba la lucha contra el enemigo. El bey tenía derecho a la lealtad y obediencia de su tribu en relación con sus aptitudes militares y, por ende, siempre y cuando la lleve a la victoria. Era uno más entre sus iguales en los consejos tribales que decidían las decisiones internas. En esta situación los beys otomanos eran accesibles no solo a los jefes de clan, sino a sus seguidores. Los beys podían intervenir en disputas que tuvieran lugar entre los clanes o en el interior de ellos, pero era una jurisdicción muy limitada. La ley islámica y sus juristas tenían muy poca influencia y la costumbre y el derecho consuetudinario turcomanos prevalecían. Cada clan o familia aceptaba la jefatura militar otomana solo por las ventajas económicas que tal asociación podrían traer. Cada clan reunía todo el botín obtenido en las tierras conquistadas como integrantes del ejército otomano; y como continuación de la conquista tenía derecho a recaudar impuestos en el mismo territorio regularmente. La única ventaja que obtenía el bey otomano era, como caudillo tribal de la guerra, el derecho a quedarse con el pençik, un impuesto que consistía en una quinta parte del botín, a cambio de sus servicios como líder militar. La razón única por la que la fortuna del bey era mayor que la de los otros beys de tribus o de clan que le seguían era que aparte del pençik, también le correspondía el botín que obtenía de sus actividades militares. Debido a estas causas, los primeros beys otomanos no poseían los medios para desempeñar más que las limitadas facultades a las cuales su posición de caudillo militar y jefe del consejo de beys de clan le daban derecho.

### Reformas administrativas y económicas
A medida que el territorio otomano se expandió, la sencilla organización tribal turcomana fue reemplazada por una más compleja forma de gobierno, y durante este proceso los soberanos otomanos adquirieron poderes mucho más extensos de los que ya poseían. La organización tribal turcomana fue suficiente mientras el estado fue tan reducido como para que los jefes tribales permanecieran en su territorio y, al mismo tiempo, lucharan contra el enemigo. Sin embargo fue cuando el territorio otomano aumento y las fronteras y enemigos se alejaron cada vez más de las zonas conquistadas anteriormente, cuando las funciones administrativas se tornaron más difíciles y quedaron separadas de la organización y funciones militares. El tesoro del bey fue separado del tesoro del estado, para que tuvieran ingresos independientes y regulares.
A través del siglo XIV, el creciente estado otomano de manera regular hizo evolucionar sus instituciones de gobierno y del ejército para responder a
las necesidades del momento. Fue así que, lógicamente, este naciente estado otomano, se viese influido no solo por aquellos que había precedido en las zonas que conquistó sino también por las tierras de sus antepasados. De esta manera fue influido por las tradiciones nómadas de los antiguos estados túrquicos de Asia Central, particularmente en lo concerniente a la organización y las tácticas militares. Heredó la tradición de la civilización islámica clásica del antiguo Califato abasí de Bagdad a través de los Selyuquíes, sobre todo en la ortodoxia suní como base del Estado y de sus instituciones religiosas, gubernamentales, legales y culturales, reestructurando su organización administrativa a través del sistema iqtā' o muqāṭaʿa descentralizadas. En cuanto a la jerarquía y etiqueta de la corte, el sistema financiero central, las organizaciones administrativas y fiscales en sus territorios europeos, los otomanos tomaron la influencia de los imperios bizantino, serbio y búlgaro los cuales lo habían precedido anteriormente. Esta influencia cristina ortodoxa resultó natural en el naciente imperio otomano, ya que todos los territorios, en su mayor parte heredaron la viva tradición de la administración bizantina. Otra importante fuente de influencia bizantina fueron las estrechas relaciones entre las cortes otomana y cristianas. Ejemplo de ello fue el padre de Murad, Orhan Bey, el cual tuvo al menos cuatro esposas cristianas. La bizantina Nilüfer Hatun, fue madre de Murad I, el cual a su vez se casó con una noble griega y una princesa búlgara. Su hijo y sucesor, Bayezid I (de madre griega) se casó con una noble serbia. Cada una de ellas llegó a la corte otomana con su séquito, y como quiera que sucedió mientras los otomanos desarrollaban la evolución de sus instituciones, lógicamente tuvieron una particular influencia en el protocolo y ceremonial de esta corte. Bajo esta influencia, Murad I y su hijo Bayezid I abandonaron las sencillas cortes nómadas de sus predecesores y comenzaron a aislarse de sus súbditos tras un elaborado sistema de jerarquía y ceremonias tomado de los bizantinos.
En este proceso de aislamiento de los sultanes, no solo de sus súbditos, sino también de la diaria administración gubernamental, fueron necesarias más instituciones administrativas formales. Al necesitar ayuda, los sultanes se vieron obligados en delegar sus deberes civiles y militares en ministros ejecutivos, los cuales tenían el título de visir', tomado de los ejemplos gaznávida y selyuquí. La mayoría de los primeros visires fueron beys turcomanos al servicio de los otomanos, pero algunos fueron conversos o cristianos que habían entrado al servicio del gobernante. La política de estado ahora se discutía y decidía en un consejo de visires llamado diwan, dominado por el sultán. Según pasó el tiempo, los deberes de estado y del ejército se hicieron mas complejos, los visires fueron aumentando en poder político y financiero. Para confirmar su apartamiento de los asuntos de estado, el sultán comenzó a designar a uno de sus visires como su jefe de ministros, sadr-i-Azam (gran visir). Su tarea consistía en sustituir al sultán en sus funciones de jefe del diwan y coordinar y dirigir las actividades de los otros visires. Dentro de este proceso por el cual la sencilla organización tribal fue dando lugar por medio de la evolución a una compleja jerarquía de gobierno, las familias turcomanas que siguieron leales a los otomanos (lideradas por Çandarlı Kara Halil Hayreddin Pasha, visir de Murad I) no solo mantuvieron su poder sino que lo aumentaron de forma considerable.

### Actitud hacia los súbditos cristianos e implantación delDevşirme
Dentro de las fronteras de los países conquistados, la política de Murad I consistió en utilizar a sus súbditos cristianos para el progreso del estado otomano. Los pueblos cristianos nunca fueron inquietados por este monarca: podían conservar su religión y costumbres, siempre que pagaran los impuestos. En cuanto a los cristianos que decidieron entrar al servicio del Estado y convertirse al islam, fueron bien recibidos en la comunidad turca e hicieron una brillante carrera. De esta manera muchos soldados bizantinos, administradores y súbditos comunes se convirtieron voluntariamente al islam a fin de conseguir una situación normal en el nuevo imperio. Así se formó una nueva clase de funcionarios, aparte de estos conversos voluntarios mencionados, se echó mano de los reclutados mediante el sistema llamado Devşirme, que consistía en la adquisición de niños no musulmanes de las poblaciones cristianas rurales de los Balcanes, que eran criados como musulmanes y educados en el adiestramiento tanto bélico como cultural: caligrafía, teología, literatura, leyes y lenguas. Al alcanzar la adolescencia, estos niños eran enrolados en una de las cuatro instituciones reales: el Palacio, los Escribas, los Religiosos y los Militares. En el devşirme estaban representadas numerosas etnias balcánicas (especialmente griegos, albaneses y eslavos del sur). Su papel consistió en servir de por vida al sultán (a cambio de un salario pagado por el propio tesoro del sultán), mantener la unidad otomana y poner en práctica los principios turcos. Esta actitud de Murad le fue favorable a él mismo, pues contó con un grupo de funcionarios leales al Estado y serviles a su persona, para contrapesar a la vieja aristocracia turca que muchas veces se mostró reacia a obedecer las órdenes del monarca otomano. El número de sus integrantes y los ingresos de esta nueva clase política creció rápidamente, con lo cual el devşirme y sus asociados lograron un considerable poder político y pudieron obtener participación sobre los asuntos de estado del momento.

### El nuevoejército otomano
En el primer cuarto del siglo XIV todos los integrantes del naciente ejército otomano eran nómadas turcomanos que se habían visto empujados hacia Anatolia no solo por la desbandada bizantina que siguió a la batalla de Mantzikert (1071), sino por los sucesivos avances amenazadores de los mongoles de Gengis Kan y sus sucesores a través de Asia Central y de Irán. La gran mayoría de estos nómadas se habían convertido de manera superficial al islamismo en Asia Central, a partir de fines del siglo X, y ahora seguían bajo el control y la influencia no solo de sus propios beys (jefes tribales), sino también de los jeques de las omnipresentes órdenes sufistas que entraron a Anatolia junto a ellos. En asuntos militares aceptaban solamente el mando de sus propios beys. Constituían esencialmente la caballería, que vivía del botín, y su armamento se limitaban al kiliç (alfanje turco-mongol), al arco compuesto y flechas, a la lanza y a alguna hacha. Para aquellos que habían sido destinados a las zonas fronterizas o a conquistar y/o saquear tierras cristianas se les asignó además de una remuneración en forma de impuestos sobre las tierras que guarnecían, tasas configuradas con muqāṭaʿa. En estas áreas los beys recaudaban los impuestos de sus muqāṭaʿa y los utilizaban para alimentar, suministrar y armar a sus seguidores, y a cambio estaban obligados a prestar servicio militar en el ejército otomano, cuando los beys lo requiriesen. De esta forma nació el sistema timar, cuya función fue el mantenimiento del ejército.
Estas fuerzas tribales predominaron en el ejército durante la mayor parte del gobierno de Orhan Bey, padre de Murad I. Sin embargo, este advirtió que aquellos jinetes indisciplinados eran de limitado valor cuando se los empleaba en el asedio y conquista de grandes ciudades. Aparte, una vez que se estableció el estado regular, a Orhan les resultaba difícil mantener el orden y la seguridad, ya que ellos preferían saquear y tomar el botín a su manera. Como les había ocurrido anteriormente a los grandes sultanes selyuquíes y a los sultanes selyuquíes de Rum, los otomanos también encontraron en los turcomanos nómadas unos conquistadores óptimos pero les resultaba sumamente perjudicial su influencia en los estados que luego se constituían y por esta razón estos se esforzaron por expulsarlos. Orhan Bey y su hijo y sucesor Murad I los continuaron utilizando como avanzadillas y en expediciones para desmoralizar y desorganizar a los enemigos, pero tan pronto se consumaba y se consolidaba la conquista los empujaban a las fronteras contra el infiel cristiano, con el fin de canalizar sus instintos destructores hacia las tierras enemigas. Los nómadas se encontraban satisfechos con avanzar, ya que les causaba repugnancia las limitaciones de la vida sedentaria y la tendencia otomana, cada vez más creciente, de adoptar las instituciones de la civilización ortodoxa suní, frente a la heterodoxia sufí que aceptaban los nómadas. Aparte el espíritu ghazi, motivador del yihad (la guerra santa), obligaba a los nómadas turcomanos a mantenerse en movimiento sobre la frontera contra el kafir (infiel) cristiano.
Orhan, con la finalidad de prescindir de los indisciplinados nómadas ghazis turcomanos comenzó a organizar unidades militares separadas, compuestas por mercenarios, en su mayoría extranjeros no musulmanes, a los que se pagaban con salario, no con botín o con el sistema timar. Estos mercenarios organizados en unidades de infantería fueron denominados yayas, mientras que los de caballería se los llamó müsellems. Estas fuerzas incluyeron a muchos turcomanos que aceptaron la nueva disciplina a cambio de un salario regular, pero también a muchos soldados de los Balcanes, los cuales no estaban obligados a abrazar el islamismo, mientras obedecieran las órdenes de sus comandantes. Durante el gobierno de Murad, a medida que la expansión otomana conquistaba todo el sudeste de Europa, mientras estas fuerzas, constituidas predominantemente por cristianos, asumieron un papel dominante en el ejército otomano, la caballería nómada ghazi turcomana subsistió como una fuerza irregular de choque, denominada Akıncı, que iba a la vanguardia de los yayas y de los müsellems para ser la primera en romper posiciones enemigas en una campaña o en una batalla campal. Los akıncıs realizaron expediciones al interior del territorio enemigo; en los Balcanes les fueron encomendadas zonas de difícil acceso, donde las fuerzas otomanas regulares no podían operar, maniobrar o mantenerse por demasiado tiempo, muy en especial en las zonas montañosas de Bosnia, Albania y Montenegro. Los akıncıs eran recompensados solo con el botín y únicamente los miembros regulares del ejército regular percibieron salarios del tesoro. Pero el tesoro del estado otomano rápidamente se mostró incapaz de acumular la cantidad de dinero para pagarles, así de esta manera en la mayoría de la veces eran mantenidos por sus propios comandantes, miembros de la aristocracia turca, cuyos fondos procedían del botín y de los timars establecidos en los territorios conquistados recientemente. El nuevo ejército regular adquirió y desarrolló técnicas de asedio y tácticas de batalla que hicieron posible las conquistas otomanas del siglo XIV tanto en Asia como en Europa; sin embargo como este ejército estaba liderado y mantenido por la aristocracia turca se convirtió en su principal vehículo de acceso al poder frente al sultán.
En la segunda mitad el siglo XIV comienzan los primeros esfuerzos para restaurar el poder del soberano otomano frente a la aristocracia turca. Murad I y su hijo y sucesor Bayezid I, pretendieron conseguirlo creando una guardia personal compuesta de esclavos, que los denominaron Kapıkulları (sing. Kapıkulu; en turco, Esclavo de la Puerta). La base de la nueva fuerza armada era el pençik del sultán, su derecho a un quinto del botín de guerra, y muy en particular la interpretación de este derecho por Murad I que afirmó que los cautivos hechos en batalla debían incluirse en dicho botín. Murad también comenzó a utilizar el sistema devşirme para nutrir su guardia personal de kapıkulları, la cual finalmente sería nutrida en forma definitiva por este sistema, de niños esclavos conversos al islam y educados como turcos otomanos. Mediante este sistema los sultanes contaban con soldados leales a su inmediato servicio. Mientras los yayas y los müsellems eran mercenarios asalariados, tanto turcos como cristianos de diversas nacionalidades que estaban bajo control de la aristocracia turca, los kapıkulları eran todos islámicos conversos, bajo el directo control del sultán. Para el último cuarto del siglo XIV estos kapıkulları pasaron a convertirse en la fuerza de mayor importancia dentro del ejército otomano. Los kapıkulları se dividieron en una fuerza de siete divisiones de caballería, denominada Kapıkulu Süvarileri (dividida en una de Kapıkulu Sipāhiyān, una de Silah-dārān, dos de Ulufeciyān y dos de Garibān) y, sobre todo por su importancia, en una fuerza de infantería denominada Yeni Çeri (en turco, Nuevos soldados) o jenízaros. Casi al mismo tiempo las fuerzas provinciales suministradas por los aristócratas turcos ostentadores del timar formaron la caballería principal del ejército, denominada Sipahi, que se convirtió en el mayor sostén de la aristocracia turca, y la infantería provincial, ligera e irregular, llamada Azab, constituida por aldeanos turcos. Los irregulares akıncıs y los asalariados yayas y los müsellems fueron finalmente relegados a servicios de retaguardia y rápidamente perdieron su importancia militar y política,

## Matrimonios
Murad I tuvo al menos siete consortes:
- Gülçiçek Hatun (1335 – 1400), nacida como María, era de origen griego y madre de Bayezid I;
- Princesa María Tamara de Bulgaria (1340 – 1389), nacida como María Tamara, hija del zar Iván Alejandro de Bulgaria. Cuando Murad conquistó Bulgaria, a María la obligaron a casarse con él. En la corte otomana fue conocida como Marya Thamara Hatun. No tuvieron descendencia;
- Paşa Melek Hatun (¿? – ¿?), hija de Kızıl Murad Bey y madre de Nefise Melek Hatun;
- María Hatun (¿? – ¿?), nacida María Paleóloga, hija del emperador bizantino Juan V y de Helena Cantacucena. Se casaron en 1386, no tuvieron descendencia;
- Fülane Hatun (¿? –¿?), hija del bey Candaroğlu Süleyman II. Se casaron en 1383 y fue madre de Yakub Çelebi y Savci Bey.
- Fülane Hatun (¿? – ¿?), hija de Constantino de Kostendil, casada con Murad en 1372. Dos de sus hermanas se casaron con dos de los hijos de Murad, Bayezid I y Yakub Çelebi. No tuvieron descendencia;
- Fülane Hatun (¿? – ¿?), hija de Ahî Seyyid Sultân, casada con Murad en 1366. No tuvieron descendencia.

## Descendencia
Tuvo cinco hijos y cinco hijas:
Hijos
- Bayezid I (1354 – 9 de marzo de 1403), con Gulçiçek Hatun. Sultán otomano de 1389 a 1402;
- Yakub Çelebi (1359 – 20 de junio de 1389), hijo de Fülane Hatun, ejecutado por orden de Bayezid a su ascensión al trono;
- Savci Bey (1364 – noviembre de 1385), hijo con Fülane Hatun. Ejecutado por su padre después de que se rebelara contra él. Tuvo un hijo, Murad Bey, que huyó a Hungría cuando murió su padre;
- Şehzade Ibrahim (1365 – 1385), hijo con concubina de nombre desconocido. Enterrado en el mausoleo de Osman I.
- Şehzade Yahşi (¿? – antes de 1389), hijo con concubina de nombre desconocido, murió joven.

Hijas
- Özer Hatun (¿? – ¿?), hija con concubina de nombre desconocido. Se casó dos veces y de ambos matrimonios tuvo descendencia. Su nieto, Mehmed Bey ocupó un cargo en la corte en 1426;
- Mihriali Hatun (¿? – ¿?), hija con concubina de nombre desconocido. Se casó con Saruhânoğlu Hızır Bey en 1384. Tuvo descendencia;
- Devlet Hatun (¿? – ¿?), hija con concubina de nombre desconocido. Se casó con Karamânoglu Turgut Bey. Tuvo descendencia;
- Nefise Melek Hatun (1363 – después de 1402), hija con Paşa Melek Hatun. La casaron con Karamânoğlu Alâeddîn Alî Bey en un intento fallido de detener la guerra. Tuvo descendencia.

| Predecesor: Orhan I | Bey otomano 1359-1383                   | Sucesor: Bayaceto I |
| Predecesor: Orhan I | 3° Sultan del Imperio Otomano 1383-1389 | Sucesor: Bayaceto I |